# (10804) Amenouzume
(10804) Amenouzume ist ein Asteroid des mittleren Hauptgürtels, einem Asteroidenfeld zwischen Mars und Jupiter. Der Asteroid wurde am 23. November 1992 vom japanischen Astronomen Takeshi Urata am Nihondaira-Observatorium (IAU-Code 385) entdeckt. Das Nihondaira-Observatorium befindet sich in der Region Chūbu auf der Insel Honshū. Eine Sichtung des Asteroiden hatte es vorher schon am 2. Oktober 1978 unter der vorläufigen Bezeichnung 1978 TV7 am Krim-Observatorium in Nautschnyj gegeben.
Der mittlere Durchmesser des Asteroiden wurde mit 9,428 km (± 0,025) berechnet, die Albedo mit 0,129 (± 0,005).
Nach der SMASS-Klassifikation (Small Main-Belt Asteroid Spectroscopic Survey) wurde bei einer spektroskopischen Untersuchung von Gianluca Masi, Sergio Foglia und Richard P. Binzel bei einer Unterteilung aller untersuchten Asteroiden in C-, S- und V-Typen (10804) Amenouzume den C-Asteroiden zugeordnet.
Mittlere Sonnenentfernung (große Halbachse), Exzentrizität und Neigung der Bahnebene des Asteroiden entsprechen grob der Dora-Familie, einer Gruppe von Asteroiden, die nach (668) Dora benannt ist.
(10804) Amenouzume wurde am 23. November 1992 nach Amenouzume benannt. Amenouzume ist eine weibliche Kami in der Mythologie des Shintō. Ebenfalls nach Göttern in dieser Mythologie wurden am 20. März 2000 die Asteroiden (10385) Amaterasu und (10619) Ninigi benannt.